# Coelocorynus alatus
Coelocorynus alatus är en skalbaggsart som beskrevs av Jan Krikken 2003. Coelocorynus alatus ingår i släktet Coelocorynus och familjen Cetoniidae. Inga underarter finns listade i Catalogue of Life.